# Kommuner i Grønland
Grønland består af fem kommuner. Oprindeligt var der 18 kommuner. De blev ved kommunalreformen i 2008-9 sammenlagt til fire kommuner, hvoraf Qaasuitsup Kommunia var verdens største og Kommuneqarfik Sermersooq den næststørste. Fra 1. januar 2018 blev Qaasuitsup Kommunia opdelt i to kommuner: Avannaata Kommunia i nord og Kommune Qeqertalik i syd.
Avannaata Kommunia består fremover af de følgende tidligere kommuner, der blev nedlagt pr. 1. januar 2009: Qaanaaq Kommune, Upernavik Kommune, Uummannaq Kommune og Ilulissat Kommune.
Kommune Qeqertalik består fremover af de følgende tidligere kommuner, der blev nedlagt pr. 1. januar 2009: Qeqertarsuaq Kommune, Qasigiannguit Kommune, Aasiaat Kommune og Kangaatsiaq Kommune.

## Kommuner
| Navn       | Grønlandsk navn          | Hovedby   | Kommunevåben | ISO   | Befolkning | Areal (km²) |
| ---------- | ------------------------ | --------- | ------------ | ----- | ---------- | ----------- |
| Avannaata  | Avannaata Kommunia       | Ilulissat |              | GL-AV | 10.650     | 522.700     |
| Kujalleq   | Kommune Kujalleq         | Qaqortoq  |              | GL-KU | 7.589      | 32.000      |
| Qeqertalik | Kommune Qeqertalik       | Aasiaat   |              | GL-QT | 6.500      | 62.400      |
| Qeqqata    | Qeqqata Kommunia         | Sisimiut  |              | GL-QE | 9.677      | 115.500     |
| Sermersooq | Kommuneqarfik Sermersooq | Nuuk      |              | GL-SM | 21.232     | 531.900     |

## Tidligere inddeling

### Landsdele
- Avannaa (Nordgrønland)
- Kitaa (Vestgrønland)
- Tunu (Østgrønland)

### Kommuner
| Navn                     | Folketal (2007) | Areal km² | indb./km² | Amt     |
| ------------------------ | --------------- | --------- | --------- | ------- |
| Aasiaat Kommune          | 3.189           | 4.000     | 0,8       | Kitaa   |
| Ammassalik Kommune       | 3.069           | 250.000   | 0,01      | Tunu    |
| Ilulissat Kommune        | 4.996           | 47.000    | 0,1       | Avannaa |
| Ittoqqortoormiit Kommune | 529             | 235.000   | 0,002     | Tunu    |
| Ivittuut Kommune         | 182             | 600       | 0,2       | Kitaa   |
| Kangaatsiaq Kommune      | 1.463           |           |           | Avannaa |
| Maniitsoq Kommune        | 3.545           | 79.500    | 0,04      | Kitaa   |
| Nanortalik Kommune       | 2.281           | 15.000    | 0,1       | Kitaa   |
| Narsaq Kommune           | 2.016           |           |           | Kitaa   |
| Nuuk Kommune             | 15.047          | 105.000   | 0,1       | Kitaa   |
| Paamiut Kommune          | 1.906           | 51.000    | 0,03      | Kitaa   |
| Qaanaaq Kommune          | 846             | 245.000   | 0,003     | Avannaa |
| Qaqortoq Kommune         | 3.490           | 8.500     | 0,4       | Kitaa   |
| Qasigiannguit Kommune    | 1.291           | 3.000     | 0,4       | Kitaa   |
| Qeqertarsuaq Kommune     | 1.055           |           |           | Avannaa |
| Sisimiut Kommune         | 6.140           | 36.000    | 0,1       | Kitaa   |
| Upernavik Kommune        | 2.953           | 200.000   | 0,01      | Avannaa |
| Uummannaq Kommune        | 2.450           | 93.000    | 0,02      | Avannaa |
| I alt                    | 56.648          |           |           |         |